# Theodor Reichmann
Theodor Reichmann (Rostock, 1849 - Marbach, llac de Constança, 1903) fou un baríton alemany.
Dependent de comerç en la seva jovenesa, aconseguí una pensió de l'emperador i estudià cant a Milà amb els professors Francesco Lamperti i Ress. Debutà a Magdeburg (1869), i d'allà passà al teatre Nowack, de Berlín, el 1870 a Rotterdam i el 1871 a Colònia, sent des de 1872 fins al 1874 membre del Teatre d'Estrasburg.
El 1874 es contractà en el Hoftheter de Múnic, on, el 1881, fou nomenat cantant de cambra. El 1882 creà a Bayreuth l'Amfortas del Parsifal.
Des de 1882 fins al 1888 va pertànyer al Hofoper de Viena, i després de cantar en el Metropolitan de Nova York retornà a Viena, on donà lliçons de cant tenint entre els seus alumnes a Jacob Eduard Mantius.